# Exil-CDU

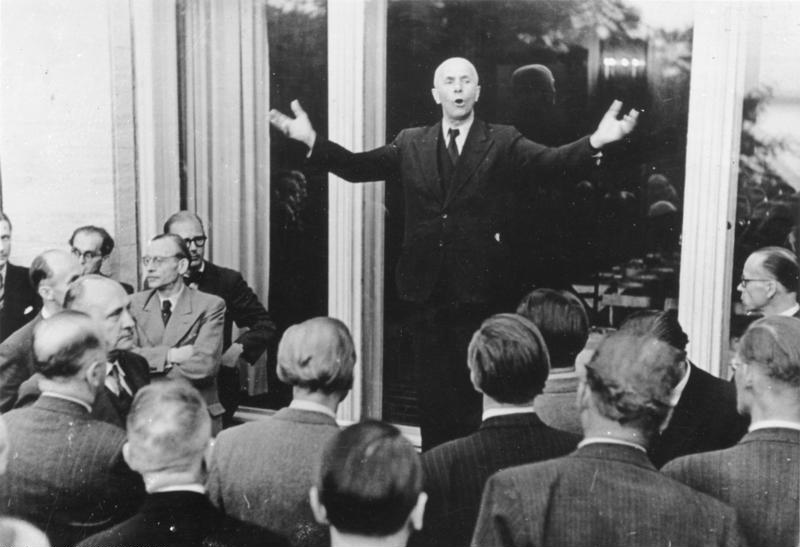
Rede Jakob Kaisers am 6. September 1947 in Berlin

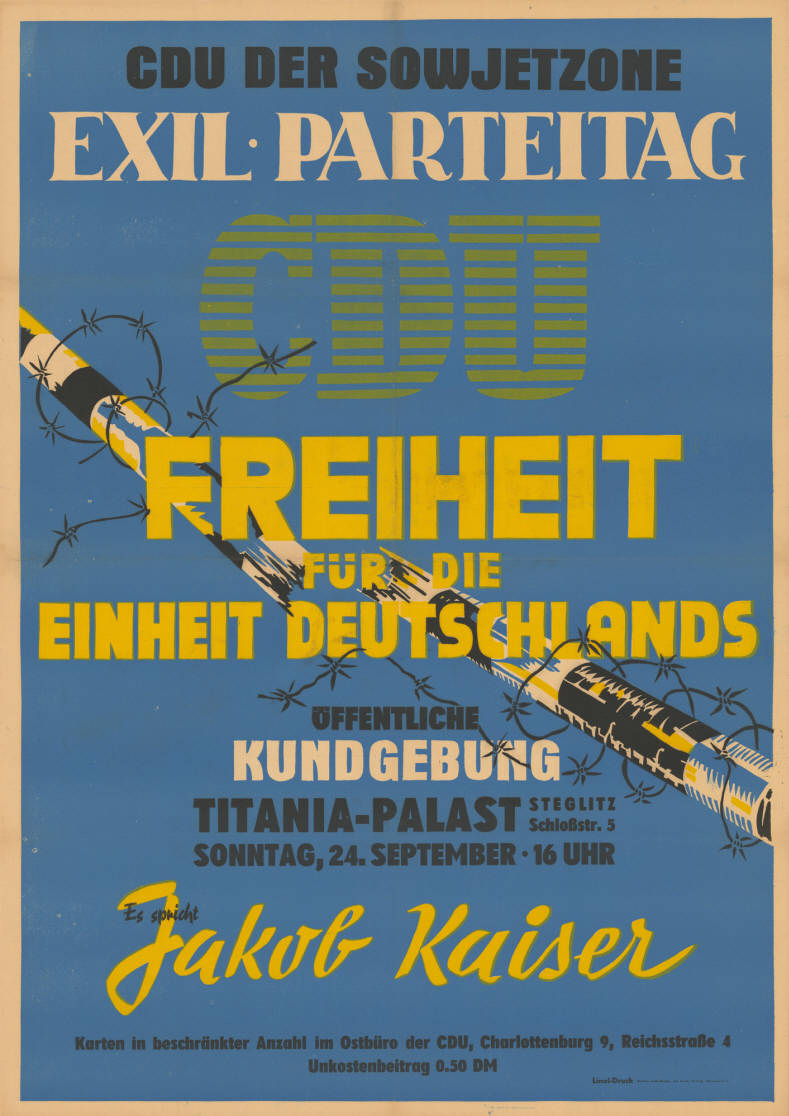
Der 1. Parteitag der Exil-CDU in West-Berlin 1950

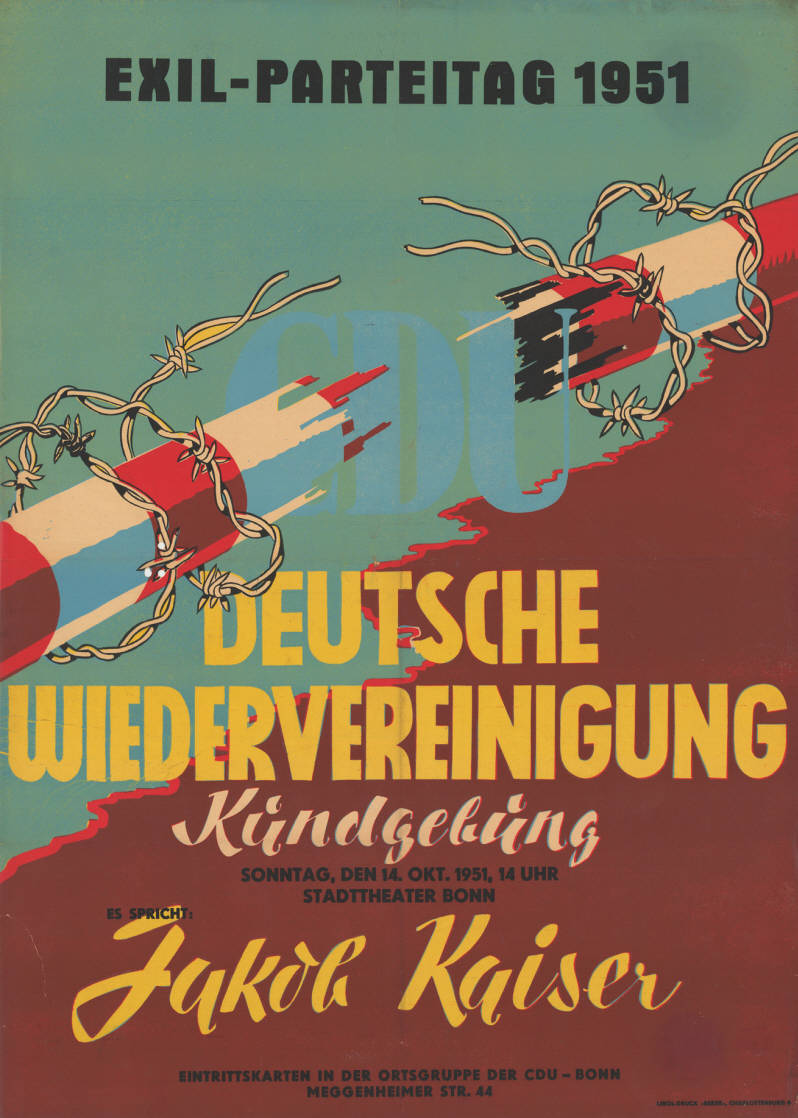
Einladung vom Parteitag der Exil-CDU in Bonn 1951

Die Exil-CDU war von 1950 bis 1990 ein Landesverband der CDU. Sie vertrat CDU-Mitglieder, die aus der Sowjetischen Besatzungszone bzw. DDR geflüchtet oder vertrieben waren.

## Hintergrund
Von Anfang an wurde die Arbeit der demokratischen Parteien in der Sowjetischen Besatzungszone massiv behindert. Bereits 1945 wurde der gewählte Vorsitzende der Ost-CDU Andreas Hermes durch die Besatzungsbehörden abgesetzt. Die Versuche des letzten frei gewählten Vorsitzenden der Ost-CDU Jakob Kaiser, für die Partei politische Freiräume zu bewahren waren jedoch nicht erfolgreich. Mit der Absetzung des demokratisch gewählten Parteivorstandes am 20. Dezember 1947 endete die Möglichkeit der CDU, ihre Positionen selbst bestimmen zu können. Vorangegangen war Kaisers aufsehenerregende Rede auf dem 2. Parteitag der CDU in der Berliner Staatsoper Unter den Linden am 6. September 1947, in der Kaiser forderte, die CDU müsse „Wellenbrecher des dogmatischen Marxismus und seiner totalitären Tendenzen“ sein.

## Gründung der Exil-CDU
Da eine freie Parteiarbeit in der SBZ nach der Gleichschaltung der CDU nicht mehr möglich war, bildete sich die Exil-CDU. Alleine von den 14 der auf dem letzten freien Parteitag am 7. September 1947 demokratisch gewählten Mitglieder des Hauptvorstandes der SBZ-CDU waren zehn in den Westen gegangen. Diese luden die Delegierten des 2. Parteitages von 1947 zum 1. Parteitag der Exil-CDU am 24. und 25. September 1950 im Titania-Palast in West-Berlin ein. Über 200 emigrierte Christdemokraten aus der DDR nahmen teil. Jakob Kaiser und Ernst Lemmer wurden in ihren Vorstandsämtern bestätigt.
Da nach dem 20. Dezember 1947 in der Ostzone die satzungsgemäß erforderlichen freien Vorstandswahlen nicht mehr möglich waren, betrachtete die CDU im Westen den letzten frei gewählten Vorstand als legitimen Vertreter der Partei im Osten.

## Organisation und Arbeit
Die Exil-CDU wurde von der Bundespartei als Landesverband behandelt. Sie verfügte über acht Vertreter im Bundesparteiausschuss und Delegierte bei den Bundesparteitagen.
Die operative Arbeit der Exil-CDU wurde durch das Ostbüro der CDU durchgeführt. Es bildete quasi das Generalsekretariat der Exil-CDU.
Sie teilte sich in fünf Landesgruppen für die fünf Länder der DDR auf. Alle zwei Jahre wurde ein Parteitag der Exil-CDU durchgeführt.
Die Zahl der Mitglieder, die Anfang der 1950er Jahre fast 90.000 betrug, ging bedingt durch die Tatsache, dass keine neuen Mitglieder hinzukommen konnten, kontinuierlich zurück und betrug zum Schluss 6.000 Mitglieder. Die Exil-CDU hielt informelle Kontakte zu den Christdemokraten in der DDR (was in der DDR als „illegale Kontaktaufnahme“ strafbar war). Offizielle Kontakte zu der Ost-CDU bestanden jedoch nicht.
Die Exil-CDU bestand bis zur Wiedervereinigung.

## Vorsitzende
- Jakob Kaiser (1950–1961)
- Ernst Lemmer (1961–1970)
- Johann Baptist Gradl (1970–1987)
- Siegfried Dübel (1987–1990)